# Патлаївка
Патла́ївка —  село в Україні, у Полтавській міській громаді Полтавського району Полтавської області. Населення становить 132 осіб. До 2020 орган місцевого самоврядування — Сем'янівська сільська рада.

## Населення

### Мова
Розподіл населення за рідною мовою за даними перепису 2001 року:
| Мова       | Кількість | Відсоток |
| ---------- | --------- | -------- |
| українська | 121       | 91.67%   |
| російська  | 11        | 8.33%    |
| Усього     | 132       | 100%     |

## Географія
Село Патлаївка знаходиться на правому березі річки Ворскла, вище за течією примикає село Сем'янівка, нижче за течією примикає місто Полтава. Річка в цьому місці звивиста, утворює лимани, стариці та заболочені озера. Поруч проходить автомобільна дорога Н12. До села прилягають великі масиви садових ділянок.

## Історія
12 червня 2020 року, відповідно до розпорядження Кабінету Міністрів України № 721-р «Про визначення адміністративних центрів та затвердження територій територіальних громад Полтавської області», село увійшло до складу Полтавської міської громади.
19 липня 2020 року, в результаті адміністративно - територіальної реформи та ліквідації Полтавського району (1925—2020), село увійшло до складу новоутвореного Полтавського району.

## Галерея

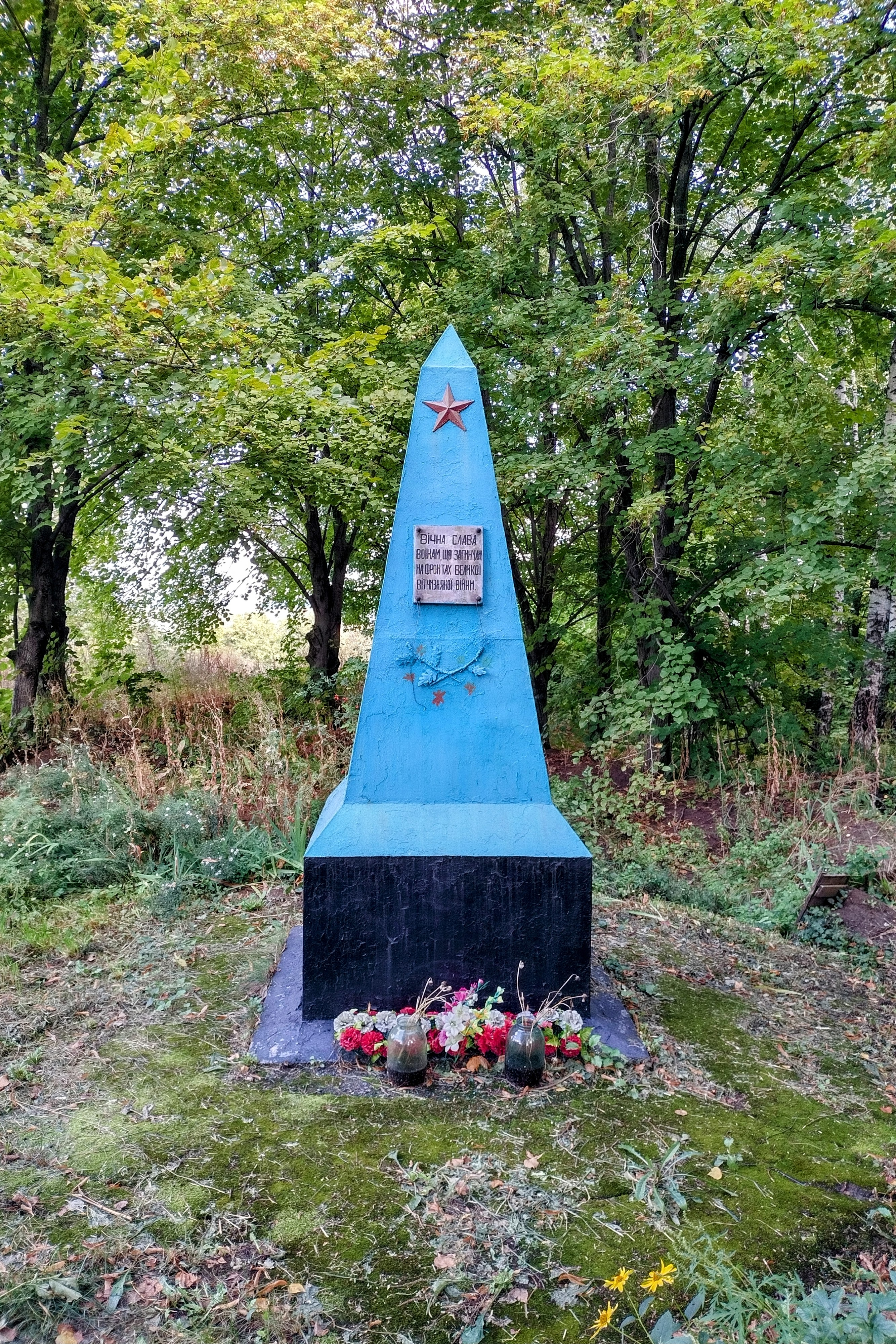
Пам'ятний знак полеглим воїнам-землякам